# Philisca ingens
Philisca ingens là một loài nhện trong họ Anyphaenidae.
Loài này thuộc chi Philisca. Philisca ingens được Lucien Berland miêu tả năm 1924.